# Jeunesse laïque de Bourg-en-Bresse
La Jeunesse laïque de Bourg-en-Bresse, noto semplicemente come J.L. Bourg-en-Bresse è una società cestistica avente sede a Bourg-en-Bresse, in Francia. Fondata nel 1910, gioca nel campionato francese.
Disputa le partite interne nella Salle des Sports, che ha una capacità di 2.300 spettatori.

## Roster 2023-2024
Aggiornato al 21 ottobre 2023.
|    | Naz.                                         | Ruolo | Sportivo           | Anno | Alt. | Peso |  |
| -- | -------------------------------------------- | ----- | ------------------ | ---- | ---- | ---- |  |
| 1  | Stati Uniti (bandiera)                       | P     | JeQuan Lewis       | 1994 | 185  | 82   |  |
| 2  | Stati Uniti (bandiera)                       | G     | Bryce Brown        | 1997 | 191  | 90   |  |
| 3  | Bielorussia (bandiera)                       | AG    | Maksim Salaš       | 1996 | 206  | 100  |  |
| 5  | Francia (bandiera)                           | P     | Hugo Benitez       | 2001 | 188  | 84   |  |
| 7  | Francia (bandiera)                           | A     | Maxime Courby      | 1990 | 201  | 93   |  |
| 10 | Francia (bandiera)                           | AP    | Zaccharie Risacher | 2005 | 206  | 93   |  |
| 11 | Francia (bandiera)                           | C     | Bodian Massa       | 1997 | 208  | 100  |  |
| 17 | Francia (bandiera)                           | C     | Moulaye Sow        | 2003 | 206  |      |  |
| 20 | Stati Uniti (bandiera)                       | GA    | Jeremy Morgan      | 1995 | 196  | 88   |  |
| 22 | Stati Uniti (bandiera) · Bulgaria (bandiera) | P     | E.J. Rowland       | 1983 | 191  | 86   |  |
| 23 | Nigeria (bandiera)                           | C     | Godwin Omenaka     | 2000 | 205  | 102  |  |
| 24 | Canada (bandiera)                            | AG    | Isiaha Mike        | 1997 | 203  | 98   |  |
| 34 | Francia (bandiera) · Angola (bandiera)       | AC    | Kevin Kokila       | 2001 | 204  |      |  |
| 61 | Francia (bandiera)                           | P     | Axel Julien        | 1992 | 185  | 83   |  |

### Staff tecnico
| Allenatore:      | Frédéric Fauthoux                       |
| Vice allenatore: | Jean-Baptiste Lecrosnier, Boban Savović |

## Cestisti
- Kevin Dinal 2017-